# 梅賽德斯-賓士SL系列
梅塞德斯-奔馳SL系列是由奔馳公司在20世紀50年代初開發的一款前置後驅的豪華雙門雙座轎跑車，它的名稱來源於德語"Sportlich-Leicht"，意即"運動輕型"。SL系列目前已有七代車款，其中最早可溯源到1954年產的300SL Gullwing (W198)及1955年產的190SL (W121)車型。
作為梅塞德斯-奔馳的旗艦款轎跑車型，SL系列自從誕生起就在全球範圍引起了廣泛關注，從第一代直到如今的第七代，其競爭對手也始終在變化。BMW 6系列，BMW 8系列，Porsche 928，捷豹XK等車型都曾是SL的競爭者。

## W198 & W121（1954-1963）

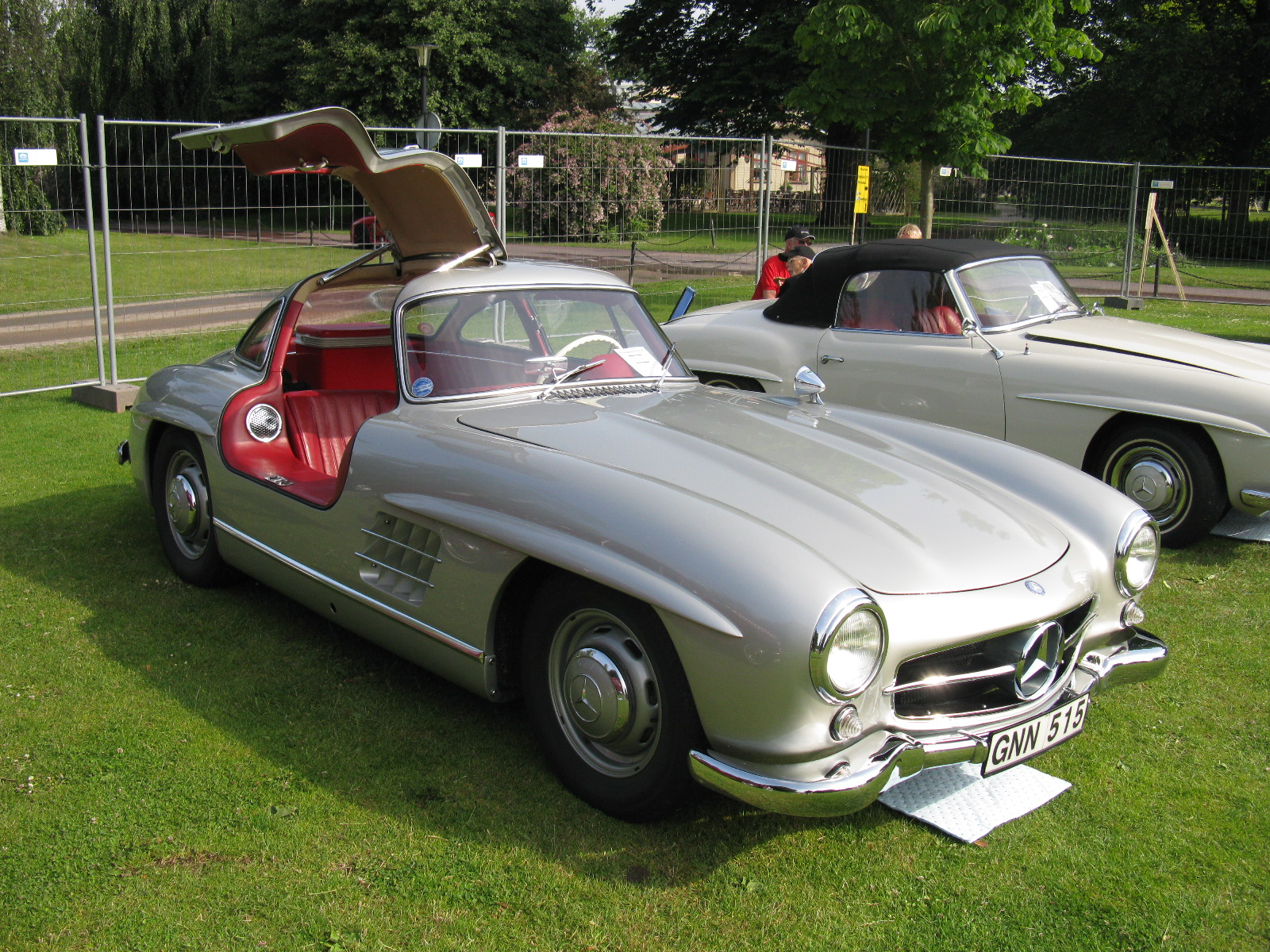
Mercedes Benz 300 SL (W198)
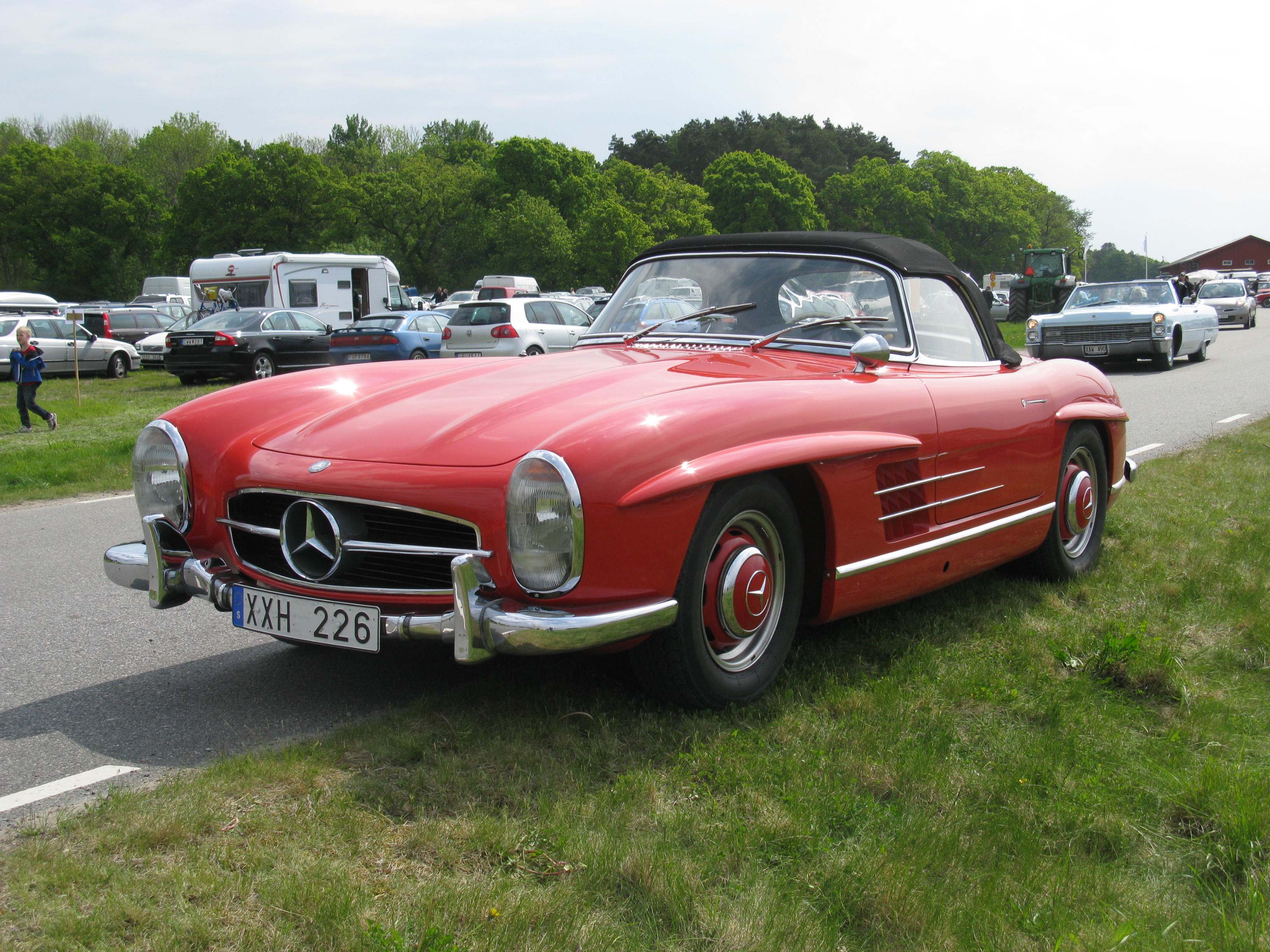
Mercedes Benz 300 SL Roadster (W198)
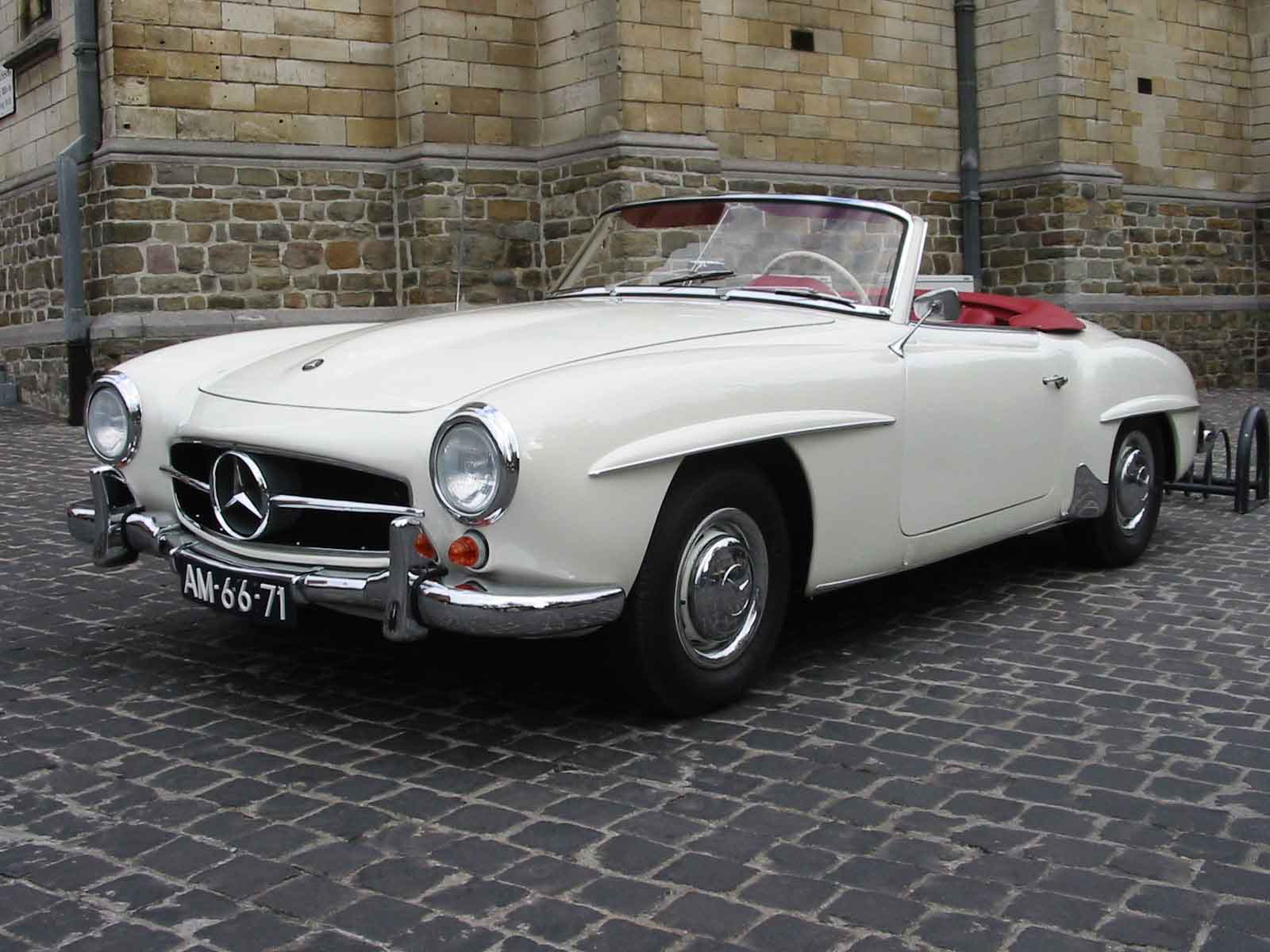
Mercedes Benz 190 SL (W121)

## W113（1963-1971）

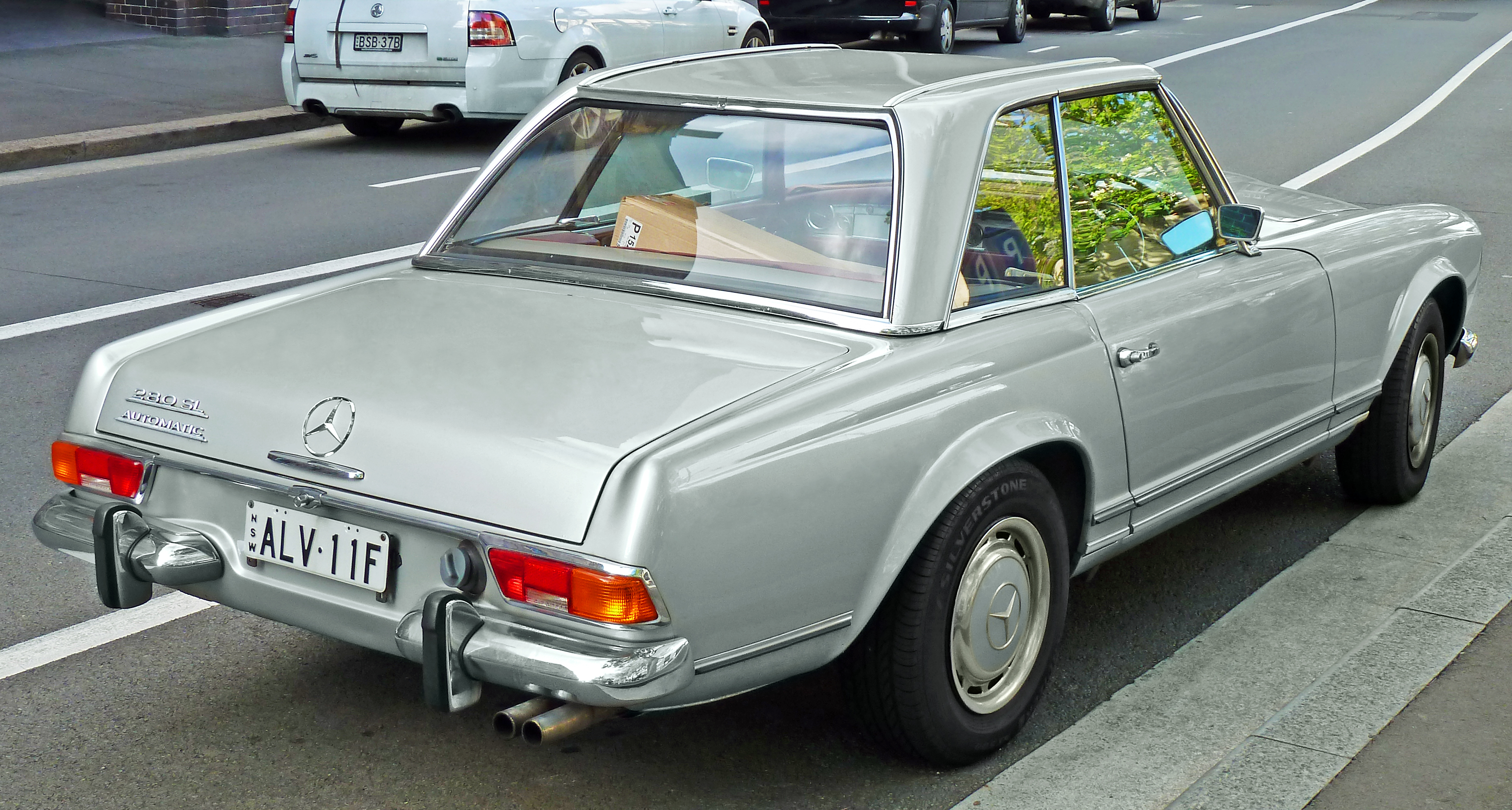
1969 Mercedes-Benz 280 SL roadster (澳洲)

## R107（1971-1989）

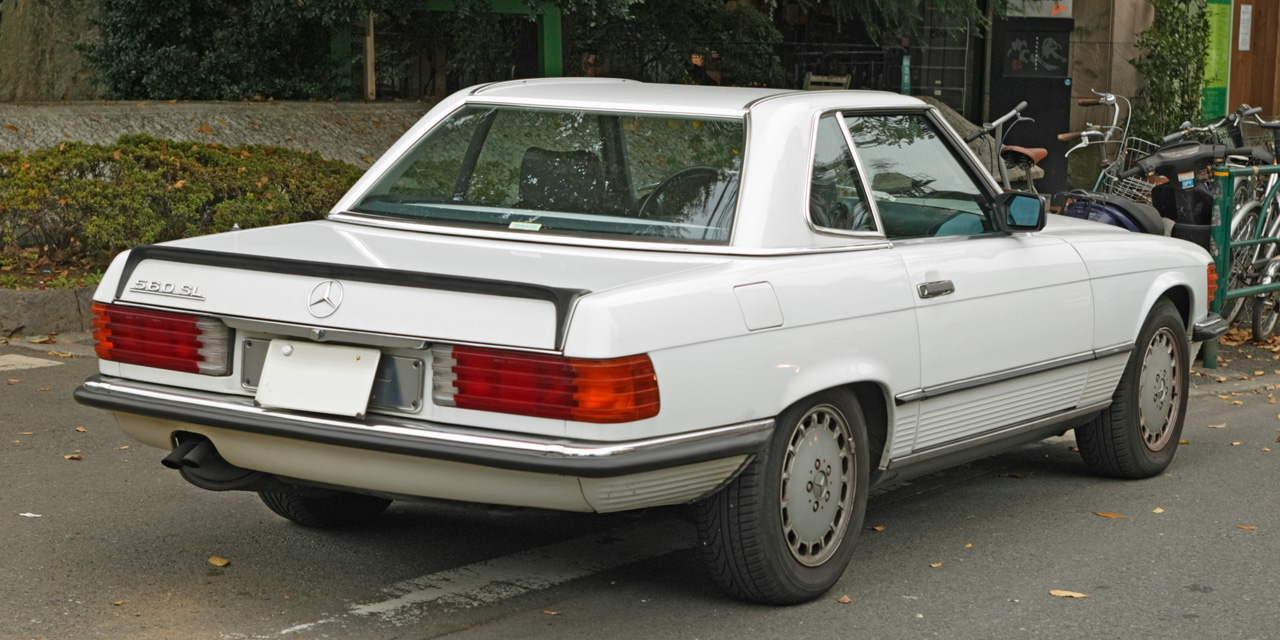
Mercedes-Benz 560 SL roadster (日本)

## R129（1989-2001）

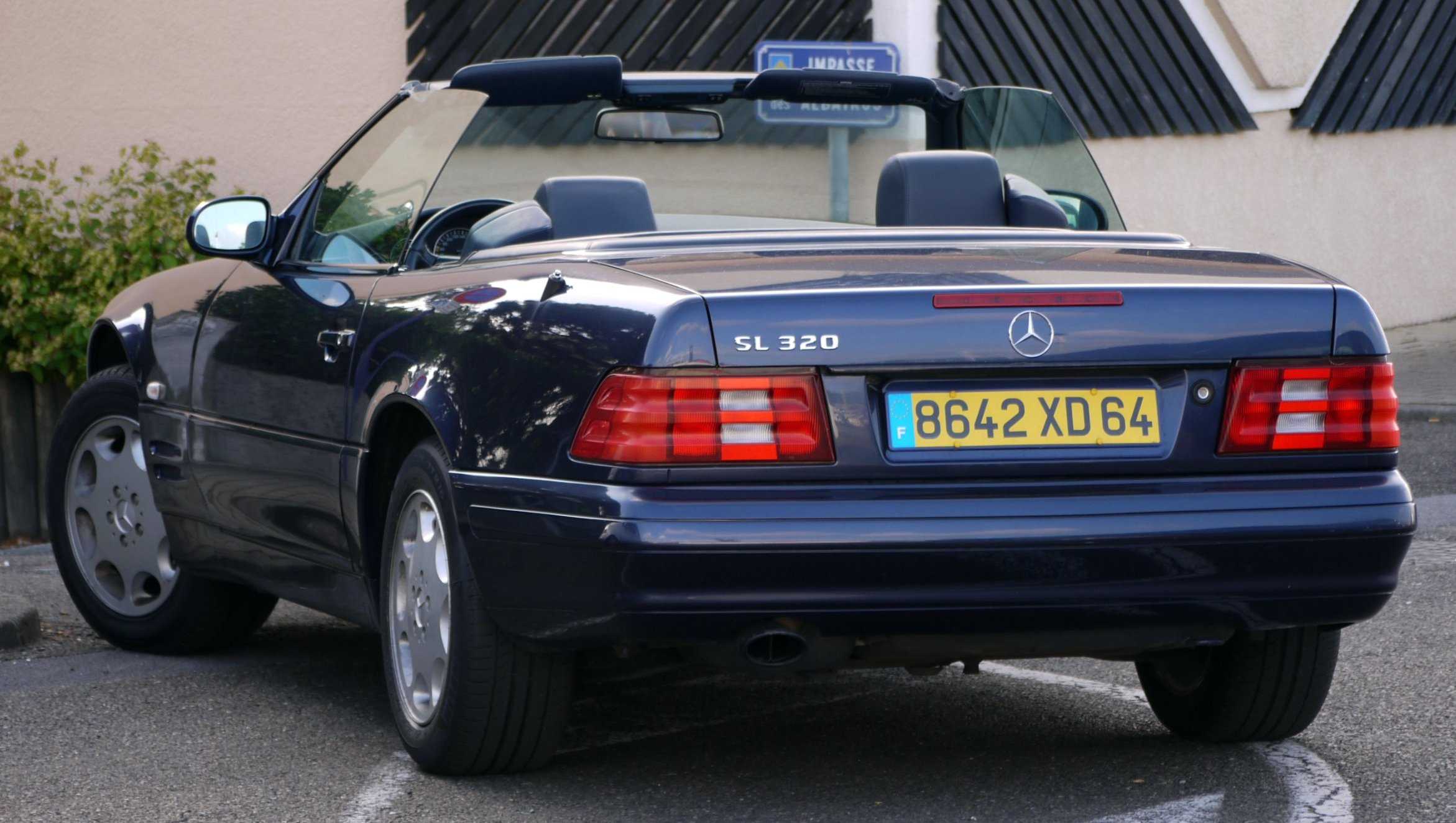
Mercedes-Benz SL 320 (法國)

代號為R129的第四代SL，早在1984年就已有使用縮短版W124 E級底盤的原型車。而作為SL的第四代車款，R129相對於上一代有著不小的改進。除了可自動開閉的車頂，全係均配備鋁制可拆卸硬頂。同時亦有"適應性顛簸系統"作為選裝件。
在1989年剛剛發售之時，僅有300SL，300SL-24及500SL供應，並且在1992年下半年新增了搭載M120型V12引擎的600SL。1994年，SL迎來小改款，全系型號名稱改為字母在前，數字在後。同時也有SL280及SL320取代了早期的300SL及300SL-24，而500SL及600SL均只是更名為SL500及SL600。1998年SL得到了第二次小改款，然而原先SL500上強勁的M119型32氣門引擎（326匹）卻被換成了功率更低（306匹）的M113型24氣門引擎。SL280及SL320的引擎亦有更新。
AMG也對這代SL有這濃厚興趣。除了V8引擎的SL55 AMG，SL60 AMG外，甚至有搭載AMG擴缸的V12引擎的SL70 AMG，SL72 AMG以及最稀有，也是截至目前SL排量最大的SL73 AMG可供客戶選擇。其引擎功率分別為367匹，381匹，480匹，510匹及525匹。據某些汽車組織測試，若移除電子限速器，硬頂版SL73 AMG甚至能夠達到超過320公里/時的極速。

## R230（2001–2011）

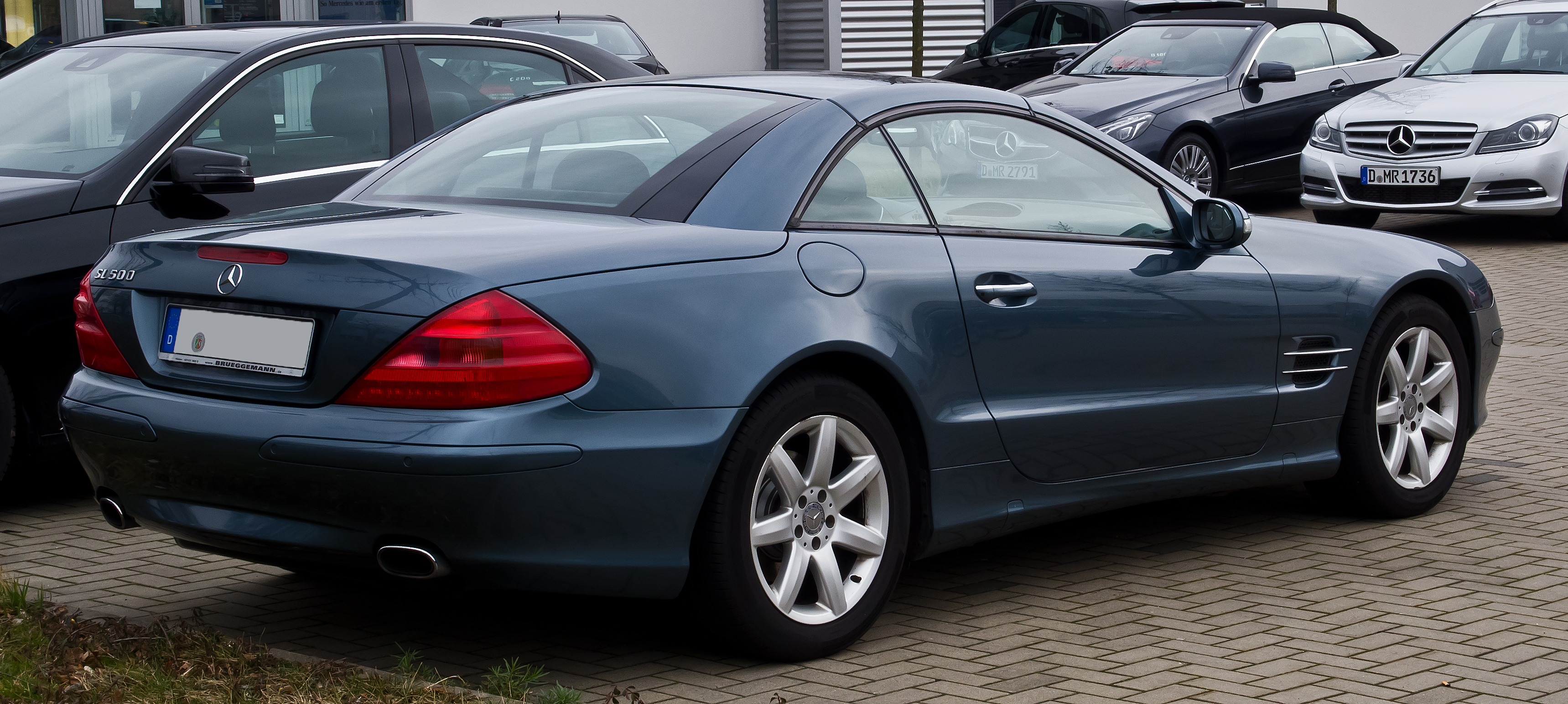
Mercedes-Benz SL 500 roadster (歐洲)

第五代SL於2001年至2008年間投入生產。全新的SL（最初只有5.0升SL 500版本）具有自1997年以來就可在SLK上使用的可伸縮硬頂（以Vario Roof的形式販售）的功能。5.0升302匹的V8引擎，5.4升AMG機械增壓V8引擎搭載在2002年的SL 55 AMG。2007年推出了改良的5.5升V8引擎，功率為382匹馬力。SL 600和限量生產的SL 65 AMG提供V12引擎。的SL 350 3.7升（3724cc）18汽門V6引擎，功率為245匹馬力僅在某些市場上可用。R230還具有ABC（主動車身控制）功能，可在舒適性和操控性之間取得平衡。這個複雜的系統使用蓄能器和液壓油來調節懸吊的堅固性和高度。較新的車型年份（2004+）具有7速自排變速箱，優於以前的5速自排變速箱。

### 小改款（2008–2011）

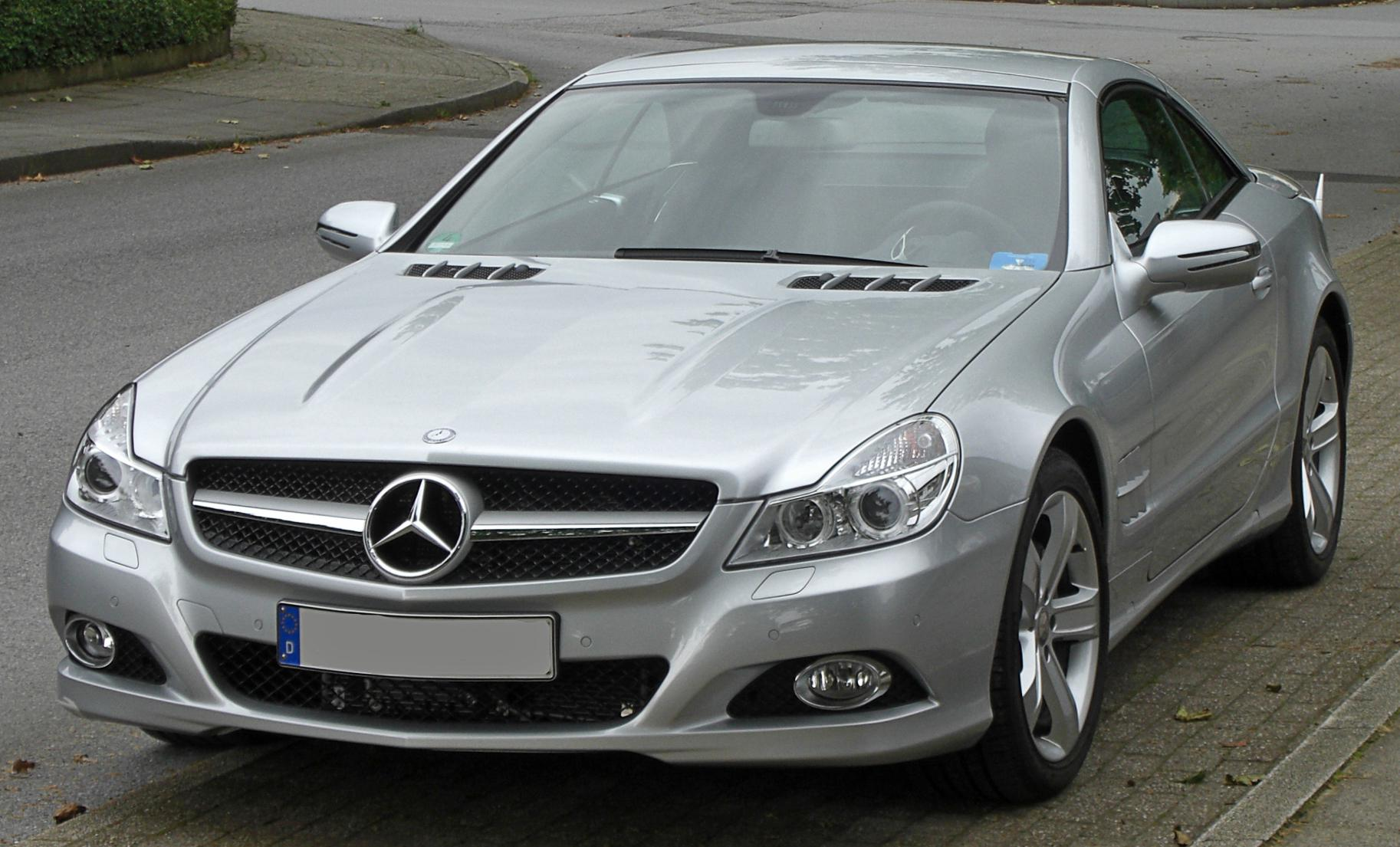
小改款 Mercedes-Benz SL

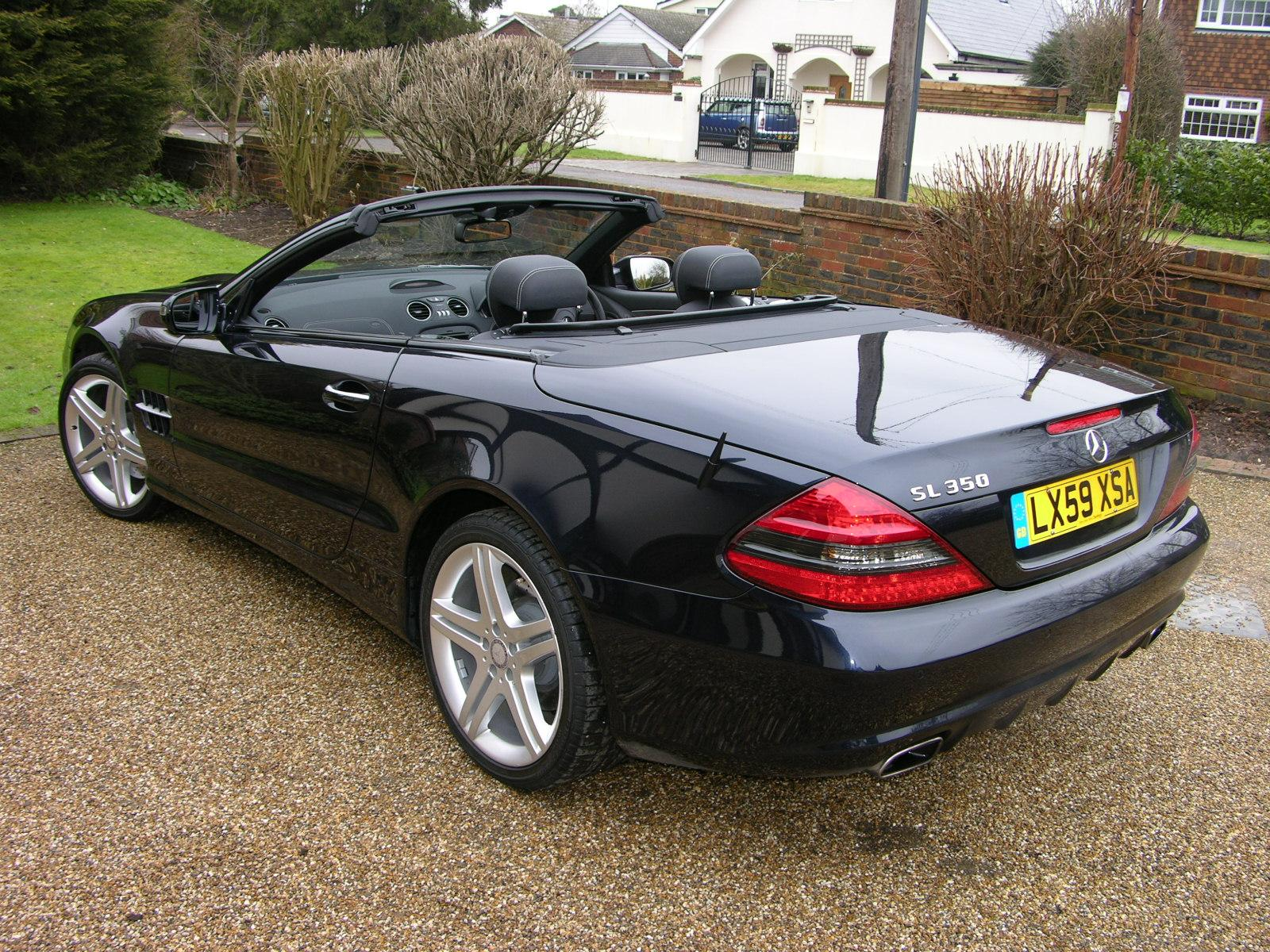
小改款 Mercedes-Benz SL 350 convertible (英國)

R230 SL在2008年進行了重大的改款，採用了新的和改進的引擎，以及新的前端，使經典的300 SL帶有一個大型格柵，該格柵帶有在引擎蓋上突出的三點星形和雙“動力圓頂”。帶有可選“智能照明系統”的新大燈和新的速度感應轉向系統。SL 63 AMG取代了SL 55 AMG。

## R231（2012-2020）

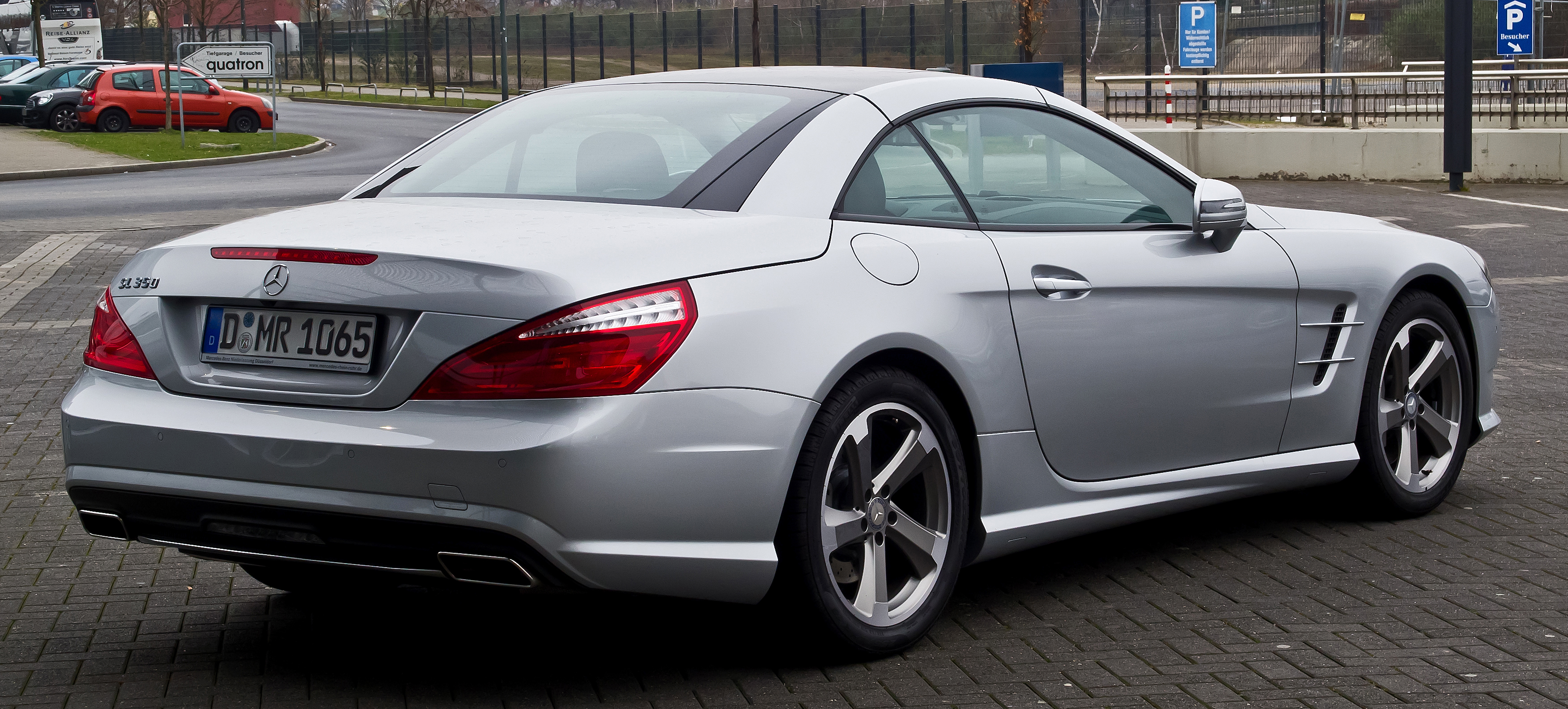
Mercedes-Benz SL 350 AMG Line (德國)

2011年12月賓士宣布推出全新的SL敞篷車，並於2012年1月在北美國際車展上正式推出。新型SL-Class（R231）幾乎是完全由鋁製成的。新的鋁製車身外殼比使用前身的鋼製技術減輕了約110公斤的重量。儘管賓士SL-Class的車載輔助系統比其前身更多，因此實際上確實犧牲了通過鋁製車身外殼節省的一些重量，但顯示出一些更好的數字：SL 500（1,785公斤）重約比之前的型號減輕了125公斤，而SL 350（1,685公斤）的重量減輕了140公斤。
新功能包括獨特的FrontBass系統（它將腳部空間前面的鋁結構中的自由空間用作低音喇叭的共鳴空間）和感應前擋風玻璃擦/洗系統MAGIC VISION CONTROL，可根據需要從雨刷片中供水。並取決於擦拭的方向。R231還提供兩種不同的懸吊系統：標配半主動式可調阻尼。可選的主動懸吊系統ABC（主動車身控制）可供選擇。兩種懸吊變體均與新型的機電式Direct-Steer系統相結合，該系統具有對速度敏感的動力轉向功能，並且該比例可在整個方向盤角度上變化，並且還減少了停車和操縱時所需的轉向量。
與之前的版本相比，新一代的SL更長更寬。肩部空間增加了37毫米，肘部空間增加了28毫米。

### 小改款（2016–2020）

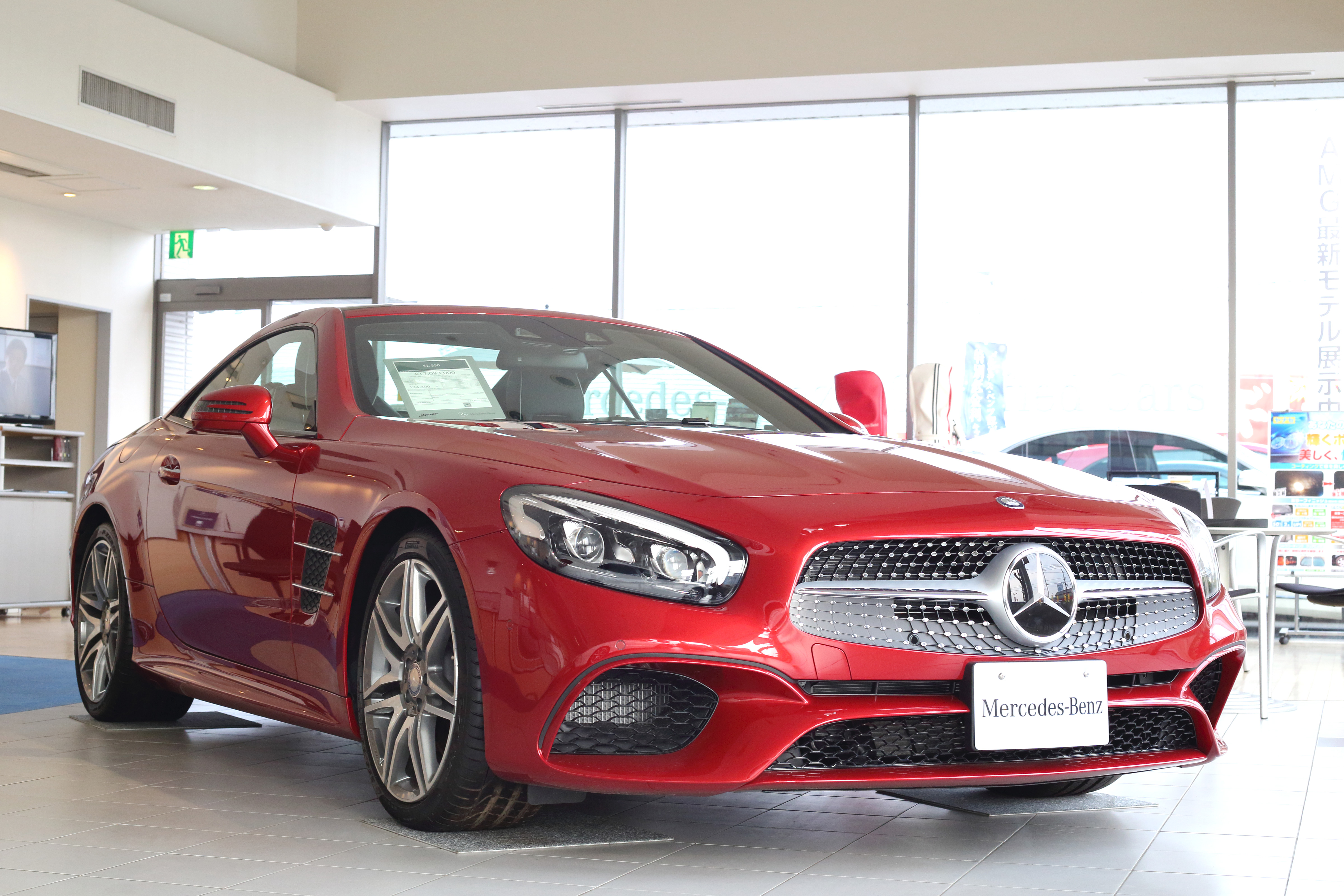

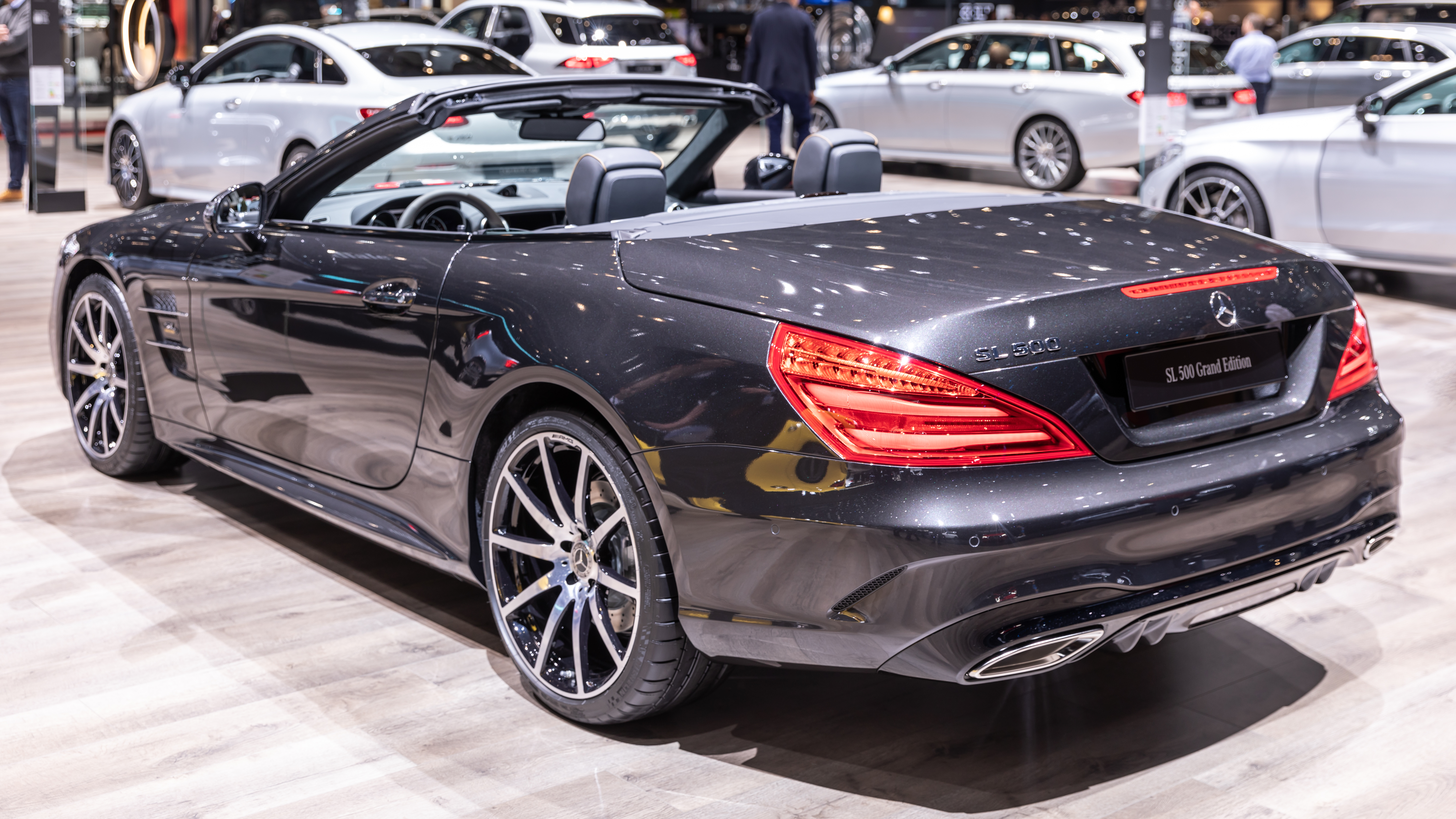

在2016年為2017款車型年推出了中期改款。小改後的SL400（於美國更名為SL450）於2016年初在加利福尼亞推出，配備3.0升362 hp（367 PS）的biturbo V6，首次在SL中與賓士自己的9G-Tronic PLUS 9速配對自動變速器。
配備4.7升biturbo V8的SL500（美國為SL550）可產生449 hp（455 PS）的功率，同樣與9G-tronic PLUS變速箱配對。Mercedes-AMG SL63（577 hp / 585PS）和SL65（621 hp / 630PS）變體繼續使用幾乎未改變的動力系，與AMG的SPEEDSHIFT MCT 7速運動變速箱配對，聲稱換檔時間得到了改善。
從外觀上講，每輛SL車型都經過了改良的前端，前水格柵處理以及前輪後面的較大的無功能側“通風孔”。所有變體還接收了帶有集成式日間行車燈和方向燈的自動感應LED前大燈，使保險桿下方的進氣口沒有照明。LED尾燈採用單色紅色或紅色和琥珀色鏡片，而不是改款前車型的紅色和白色。
重新設計了前保險桿和後保險桿組件，使其與賓士推出的最新車型更加接近，同時可選配的早先在其他賓士其他車型上引入的便捷性和駕駛員輔助技術，包括經過修訂的主動車身控制（ABC），現在S-Class雙門轎跑車的“曲線傾斜”功能。從外觀上看，SL63和SL65與非AMG車型的區別在於，它們的保險桿組件和側梁均採用亮黑色或拋光鋁製成，並帶有點綴。SL63和SL65還具有AMG商標“ twin lamella”的前水格柵和雙排氣管排氣裝置，以及碳纖維複合材料行李箱蓋。
對折疊式“ Vario-roof”硬頂操作進行了稍許修改，這意味著一旦啟動，折疊式硬頂操作將繼續以最高時速25 mph（40 km / h）的速度展開，並且需要分隔行李箱以防止折疊時硬頂部件的損壞，以及行李箱中的所有物品相互接觸，不再需要單獨進行手動操作。
除了輕微修改的小型開關設備和重新設計的方向盤外，2017年的內裝幾乎保持不變。

## R232（2022–present）
第七代SL級於2021年10月推出。R232被確認僅為AMG車型，將其指定為梅賽德斯-AMG SL級。兩個動力系統是4.0L V8雙渦輪增壓汽油引擎，SL 55的最大功率為350 kW（476 PS;469 bhp）和700 N⋅m（516 lb⋅ft），SL 63的最大功率為430 kW（585 PS;577 bhp）和800 N⋅m（590 lb⋅ft）。兩個版本都有全輪驅動，這是SL級轎跑車的首次。R232正在恢復到以往柔軟的織物車頂，而不是安裝在R230和R231上的較重的可伸縮硬頂。
這一代是自1989年推出R129以來第一款將2+2座椅配置作為標準配置而不是可選配的SL級。雖然R107是雙座敞篷車，但車主可以在訂購R107時選擇2+2座椅配置，或者以後將改裝套件安裝在R107中。後排座椅最適合身高不超過1.5米的乘客。
儀錶板對稱，中央配有12.3英吋數位儀錶板和11.9英吋觸控面板。儀錶板放置在雙面罩內，以減少陽光反射，提高車頂摺疊時的易讀性。出於同樣的原因，中央的觸控面板可電動傾斜到垂直位置。

## 延伸阅读
- Howard, Colin, , Hockley, Essex, UK: CP Press, 2014, ISBN 9780957194045

- Howard, Colin. . Hockley, Essex, UK: CP Press. 2014. ISBN 9780957666443.

- Kornblatt, Myles. . Crowood AutoClassic Series. Ramsbury, Marlborough, UK: The Crowood Press. 2014. ISBN 9781847976956.

- Long, Brian. . Dorchester, Dorset, UK: Veloce Publishing. 2010. ISBN 9781845842994.

- Long, Brian. . Dorchester, Dorset, UK: Veloce Publishing. 2011. ISBN 9781845843045.

- Long, Brian. . Dorchester, Dorset, UK: Veloce Publishing. 2013. ISBN 9781845844486.

- Long, Brian. . Dorchester, Dorset, UK: Veloce Publishing. 2015. ISBN 9781845847470.

### 工作手冊
- Schauwecker, Steve; Haynes, John H. . Haynes Service and Repair Manual Series. Sparkford, UK: Haynes. 1987. ISBN 0856966983.